# Colonne sonore di Nausicaä della Valle del vento
Questa pagina raccoglie tutti i CD contenenti la colonna sonora del film d'animazione Nausicaä della Valle del vento, realizzata dal compositore Joe Hisaishi. Nella colonna sonora di Nausicaä della Valle del vento è presente inoltre la Sarabanda dalla Suite num. 4 in re minore HWV 437 di Georg Friedrich Händel, già presente nella colonna sonora di Barry Lyndon.

## Nausicaä of the Valley of Wind: Image Album <Bird Person>
Tracce
1. Kaze no Densetsu - 3:09
2. Haruka na Chi he... (Naushika no Teema) - 3:53
3. Mehve - 4:05
4. Kyoshinhei ~ Torumekia Gun ~ Kushana Denka - 5:31
5. Fukai - 4:48
6. Ohmu - 4:18
7. Dorokko Gun no Gyakushuu - 3:38
8. Sentou - 3:46
9. Tani he no Michi - 2:41
10. Tooi Hibi (Naushika no Teema) - 4:16
11. Tori no Hito (Naushika no Teema) - 1:55

## Nausicaä of the Valley of Wind: Symphony <The Legend of Wind>
Tracce
1. Kaze no Densetsu - 3:51
2. Sentou - 4:46
3. Haruka na Chi he... - 4:12
4. Fukai - 5:07
5. Mehve - 4:11
6. Kyoshinhei ~ Torumekia Gun ~ Kushana Denka - 5:53
7. Kaze no Tani no Naushika - 4:46
8. Tooi Hibi - 3:42
9. Tani he no Michi - 3:01

## Nausicaä of the Valley of Wind: Soundtrack <Toward the Far Away Land>
Tracce
1. Kaze no Tani no Naushika (Opening) - 4:39
2. Ohmu no Bousou - 2:35
3. Kaze no Tani - 3:14
4. Mushi Mezuru Hime - 3:12
5. Kushana no Shinryaku - 3:29
6. Sentou - 3:11
7. Ohmu to no Kouryuu - 1:39
8. Fukai nite - 2:33
9. Pejite no Zenmetsu - 3:51
10. Mehve to Korubetto no Tatakai - 1:17
11. Yomigaeru Kyoshinhei - 3:29
12. Naushika · Rekuiemu - 2:55
13. Tori no Hito (Ending) - 3:48

## Nausicaä of the Valley of Wind: Drama Version <God of Wind>
Tracce
Disco 1
1. Kazetsukai no Musume - 28:22
2. Kaze no Tani - 29:50

Disco 2
1. Kaze to Hitobito - 28:29
2. Kaze no Kamisama - 29:42

## Nausicaä of the Valley of Wind: Best Collection
Tracce
Disco 1
1. Kaze no Densetsu - 3:51
2. Sentou - 4:46
3. Haruka na Chi he... - 4:12
4. Fukai - 5:07
5. Mehve - 4:11
6. Kyoshinhei ~ Torumekia Gun ~ Kushana Denka - 5:53
7. Kaze no Tani no Naushika - 4:46
8. Tooi Hibi - 3:42
9. Tani he no Michi - 3:01

Disco 2
1. Kaze no Tani no Naushika (Opening) - 4:39
2. Ohmu no Bousou - 2:35
3. Kaze no Tani - 3:14
4. Mushi Mezuru Hime - 3:12
5. Kushana no Shinryaku - 3:29
6. Sentou - 3:11
7. Ohmu to no Kouryuu - 1:39
8. Fukai nite - 2:33
9. Pejite no Zenmetsu - 3:51
10. Mehve to Korubetto no Tatakai - 1:17
11. Yomigaeru Kyoshinhei - 3:29
12. Naushika · Rekuiemu - 2:55
13. Tori no Hito (Ending) - 3:48

## Nausicaä of the Valley of Wind: Hi-tech Series
Tracce
1. Kaze no Tani no Naushika (Opening) - 3:50
2. Ohmu no Bousou - 3:33
3. Mehve to Korubetto no Tatakai - 3:28
4. Sentou - 3:36
5. Mushi Mezuru Hime - 3:46
6. Naushika · Rekuiemu - 4:13
7. Pejite no Zenmetsu - 3:38
8. Fukai nite - 3:44
9. Yomigaeru Kyoshinhei - 3:29
10. Tori no Hito - 3:35

## Nausicaä of the Valley of Wind: Piano Solo Album <For the Easy Use with Beyer>
Tracce
1. Kaze no Tani no Naushika (Opening) - 3:16
2. Mushi Mezuru Hime - 3:22
3. Ohmu to no Kouryuu - 1:45
4. Naushika · Rekuiemu - 3:15
5. Kaze no Densetsu - 3:07
6. Mehve - 3:59
7. Tani he no Michi - 2:58
8. Haruka na Chi he... (Naushika no Teema) - 3:52
9. Tooi Hibi (Naushika no Teema) - 4:11
10. Tori no Hito (Naushika no Teema) - 1:43
11. Kaze no Tani no Naushika - 4:14
12. Ohmu to no Kouryuu, Hidari Te Renshuu-you - 1:46
13. Ohmu to no Kouryuu, Migi Te Renshuu-you - 1:45
14. Kaze no Tani no Naushika, Hidari Te Renshuu-you - 4:13
15. Kaze no Tani no Naushika, Migi Te Renshuu-you - 4:11